# Artonis
Artonis es un género de arañas araneomorfas de la familia Araneidae. Se encuentra en África y sudeste de Asia.

## Lista de especies
Según The World Spider Catalog 12.0:
- Artonis bituberculata (Thorell, 1895)
- Artonis gallana (Pavesi, 1895)